# Irma Bunt
Irma Bunt é uma personagem criada pelo escritor Ian Fleming, existente no livro e no filme 007 A Serviço Secreto de Sua Majestade. Principal capanga do vilão Ernst Stavro Blofeld e da SPECTRE, a personagem foi interpretada pela atriz alemã Ilse Steppat.

## Características
Bunt tem uma forte presença em cena, robusta de cabelos ruivos, e vive em Pitz Gloria, nos Alpes suíços, clínica e quartel-general de Blofeld. Uma mulher praticamente sem emoções, é ela que cuida das mulheres alérgicas que se encontram em tratamento no local. No fim do filme, Irma, com uma sub-metralhadora, mata a tiros Teresa di Vicenzo, a esposa de Bond, atirando de um  carro dirigido por seu chefe Blofeld.

## No filme
Bunt aparece primeiramente numa estação de trem apresentando-se a Bond, disfarçado como 'Hilary Bray', e o leva até a clínica no alto da montanha em um helicóptero. Lá, é ela quem cuida e comanda a vida das clientes internadas que sofrem de alergia -  e secretamente recebem lavagem cerebral de Blofeld para iniciarem um grande atentado bioquímico pelo mundo quando saírem dali - e janta com elas e Bond em sua primeira noite no local. Disciplinadora e autoritária, ela tenta impedir qualquer tipo de confraternização entre ele e as mulheres.
Quando Bond escapa de Piz Gloria com a ajuda de Teresa, sua futura esposa, descendo a montanha de esquis, ela ajuda seus perseguidores e asseclas de Blofeld pilotando uma Mercedes-Benz. Falha entretanto em sua perseguição e quase é morta por uma explosão numa competição de stock cars que Tracy faz ela se enfiar, na tentativa de despistá-la.
Ela volta a ser  vista apenas no fim do filme e na cena mais trágica dele, logo pós o casamento de Bond e Teresa. Quando o casal está parado à beira da estrada em seu carro, ela e Blofeld emparelham com o carro deles e Bunt dispara uma rajada de tiros em direção ao carro de Bond, que o não atingem mas matam Teresa di Vicenzo Bond.
De maneira incomum para os filmes de James Bond, Bunt é uma vilã e assassina que escapa da vingança de 007, saindo viva e não aparecendo mais nos filmes seguintes - a atriz Ilse Steppat morreu pouco depois do filme estrear nos cinemas, ainda em 1969 - mesmo quando Bond vai à caça e acaba presumivelmente matando Blofeld em 007 Somente Para Seus Olhos, de 1981.